# Dust 8
Dust 8 (ダスト8 dasutoeito?) es un manga japonés de Osamu Tezuka. El título original es "Dust 18".

## Esquema
La historia se serializó en la revista Weekly Shonen Sunday de Shogakukan en 1972 bajo el título "Dust 18".Debido a la falta de popularidad, la serie se suspendió en ese mismo año. La obra muestra las interacciones entre personas que han fallecido y que han sido revividas por la "Piedra de la Vida" y las entidades llamadas "Kikimora" que intentan recuperarla. El título original deriva del hecho de que estaba previsto que tuviera 18 episodios, pero debido a su cancelación, sólo se pudieron dibujar 6 episodios. Cuando Kodansha publicó la "Osamu Tezuka Complete Manga Works", añadió dos episodios más, reescribió toda la historia, cambió el título a "Dust 8" y la incluyó en la colección. La versión revisada tenía más de 100 páginas, y también se cambió el final. En el "Epílogo" del "Osamu Tezuka Complete Manga Works", Tezuka afirma que rompió la regla de no hacer cambios extremos en el contenido de las historias cuando las publicó en la colección porque eran "incoherentes y completamente impopulares". En 2018, una reedición de la versión original de Dust 18 fue publicada por Rittor Music.
La obra asigna un episodio a cada uno de los ocho supervivientes finales. Al no haber casi ninguna conexión entre los episodios, adquiere una especie de formato ómnibus.
Esta obra se creó en un momento en el que la popularidad de Tezuka estaba decayendo, y mientras se alababa el manga de estilo dramático, la angustia de Tezuka era evidente en la propia obra, ya que el sentimiento de los dibujos variaba, quizás influenciado por la popularidad del manga de temática más oscura de la época.
En el "Epílogo" de la edición de la Colección de Manga de Osamu Tezuka de "Alabaster (manga)", el propio Tezuka citó esta obra como una de las que "simplemente no pudo hacer, sin importar cuántos editores me pidieron que la convirtiera en un libro". Por otro lado, Takashi Hamada, que planificó la reedición del "Dust 18" original, dijo: "Cuando lo releí tras su publicación, mucha gente respondió que era definitivamente más interesante que "Dust 8" ("Dust 18" fue revisado y retitulado para el libro), que fue alterado para incluirlo en las obras completas de Kodansha. ¡Me di cuenta una vez más de que no debía dar por sentadas las palabras de Tezuka-sensei."
En 2019 se representó una adaptación escénica de esta obra, "El diablo y el ángel" de "Dust 8" de Osamu Tezuka, en conmemoración del 90 aniversario del nacimiento de Tezuka. El papel principal fue interpretado por Alisa Mizuki.

## Trama
Un avión de pasajeros con destino a Fukuoka se estrella en una isla desconocida. Aunque la mayoría de los pasajeros pierden la vida, sólo diez sobreviven ya que entraron en contacto con la "Montaña de la Vida" justo antes del accidente, y el poder de los fragmentos les devolvió la vida. Ocho de los supervivientes escapan rápidamente de la isla y regresan al mundo humano. Por otro lado, la Sombra Negra que gobierna la isla hace un trato con los dos niños que no lograron escapar, Misaki y Satsuki, ofreciéndoles perdonar sus vidas si toman la piedra de los otros ocho. Satsuki está dispuesta a aceptar la oferta, pero Misaki, que no quiere ser una asesina, está muy en contra, y las dos se enzarzan en una pelea. Misaki obliga a Satsuki a tirar la piedra, y tras confirmar la muerte de Satsuki, ella misma tira la piedra y muere. Después, la Sombra Negra ordena a los Kikimora, los guardianes de la Montaña de la Vida, que recuperen las ocho piedras que han vuelto al mundo humano. Dos Kikimora (marido y mujer) se introducen en los cuerpos de los dos niños que murieron tras entregar sus piedras, y comienzan a rastrear a los ocho supervivientes restantes que han vuelto a su vida normal. ¡Algunos tratan de proteger la piedra, mientras que otros intentan vivir su vida en el tiempo que les queda.

## Personajes
Kikimora
- Un ser que no es ni criatura ni espíritu que vive en la isla donde se estrelló el avión de pasajeros. Tiene la apariencia de una comadreja, y puede poseer los cuerpos de personas muertas. Tras la posesión, el cautivo se convierte en una persona totalmente diferente a la que era antes, incluso adoptando una apariencia distinta. En la versión de la revista, cuando un kikimora posee el cuerpo de una persona muerta, puede heredar su personalidad original, pero en la versión del libro esto cambia. En la versión de la revista, la Kikimora femenina llamada Wu es la encargada de recuperar la piedra, y el Kikimora masculino llamado Mu es el encargado de interferir con ella, pero en la versión del libro, estos nombres se eliminan y los dos Kikimora(marido y mujer)[10] se establecen como pareja, trabajando juntos para recuperar la piedra.

Misaki
- Un chico que es uno de los supervivientes. Despierta tras el accidente, pero todos los supervivientes ya habían escapado, dejándolo atrás en la Isla con una joven llamada Satsuki. La "Sombra Negra" de la isla le dice que está vivo gracias a la piedra, y le presiona para que la devuelva. Misaki intentó devolver la piedra, diciendo que no tenía otra opción si estaba condenado a morir, pero Satsuki se opuso y quiso sobrevivir. La Sombra Negra ofreció a los supervivientes un trato: si le devolvían la piedra, les perdonaría la vida. Satsuki estaba dispuesta a aceptar el trato, pero Misaki sabía que si les quitaba las piedras a los ocho supervivientes, morirían. No quería ser un asesino, así que intentó obligar a Satsuki a tirar las piedras. Luchan, y en el forcejeo la piedra de Satsuki es lanzada, matándola al instante. Después de confirmar la muerte de Satsuki, lanza su propia piedra y se desploma hacia su muerte. Un Kikimora macho llamado Mu se adhiere entonces a su cadáver. Mu abandona la isla con la tarea de recoger las piedras de los supervivientes. Por el camino intenta ganar dinero extorsionando a los supervivientes con la muerte sobre sus cabezas para ganarse la vida. ¡En la versión de la revista, el Kikimora heredó la personalidad de Misaki cuando se adhirió[10], pero en la versión del libro, esto se cambia.

Satsuki
- La chica que sobrevivió al accidente de avión. Al igual que Misaki, se despertó después de que los demás supervivientes escaparan, y fue dejada atrás en la isla. "La Sombra Negra" les ordenó que le devolvieran la piedra, pero cuando se quejaron de que no querían morir, la Sombra Negra les ofreció perdonarles la vida si recuperaban la piedra de los ocho supervivientes. Ella estaba dispuesta a aceptar la oferta, pero Misaki, que no quería convertirse en asesina, la obligó a devolver la piedra. Al final, ambos niños pierden sus piedras y mueren en la isla.[11] Una hembra kikimora llamada Wu se adhiere a su cadáver y abandona la isla. Se dedica a perseguir a los supervivientes, instándoles a devolver sus piedras. En la versión de la revista de la historia, la Kikimora heredó la personalidad de Satsuki cuando se adhirió, pero en la versión del libro, esto ya no es así.[12]

(Dust No. 1)
- Un oficinista que es uno de los supervivientes. Justo cuando llega al aeropuerto tras ser rescatado, pierde la vida cuando una Kikimora le roba su piedra[12].

(Dust No.2)
- Un hombre de negocios que es uno de los supervivientes. Intenta escapar de Kikimora y los demás sobornándolos con dinero y lujos. Al final muere cuando le quitan su piedra durante un accidente de coche.[13]

(Dust No.3)
- Midori Asa, una disc-jockey que es una de las supervivientes. Cuando se enfrenta a la muerte, negocia con el kikimora para obtener más tiempo. Consigue una semana de vida, y utiliza este tiempo intentando salvar la vida de un preso político que está condenado a muerte en el País Z. Una vez completado su objetivo, su piedra es tomada[12].

(Dust No.4)
- Yoshio Kashiwagi, uno de los supervivientes que es un famoso buscador de emociones. Compite saltando por acantilados en un coche de carreras. Debido a que sobrevivió a un accidente casi mortal, se siente invencible. Su verdadera fuente de coraje es en realidad su piedra de la vida, que le protege. Todo esto cambia cuando recibe la visita de los Kikimora. Mientras está distraído, mata accidentalmente a una chica durante una maniobra. Perdiendo su vida, da la piedra para revivir a la chica y hace una última acrobacia mientras muere[12].

(Dust No.5)
- Eriko es una chica pobre que lidia con la muerte de su madre. Se ve obligada a trabajar gratis para el dueño de una taberna con la que está en deuda. El hombre Kikimora se encuentra con Eriko en busca de su madre, que fue una de las supervivientes. Con la madre fallecida, Eriko es ahora la poseedora de la piedra. Mu sabe que debe tomar la piedra, pero cuando se entera de que ella tiene una enfermedad incurable, se apiada de ella. Mu empieza a sentir algo por la chica y los dos se escapan para vivir juntos. La enfermedad de Eriko no hace más que empeorar, dejándola al borde de la muerte. Desafiando las órdenes de su jefe, Mu deja que Eriko tenga la piedra de la vida, pero la abandona para poder seguir recogiendo otras piedras.

(Dust No.6)
- Un piloto japonés de una pequeña compañía aérea que es un superviviente. Mientras transportaba a un zoólogo americano en una avioneta, se estrella en la isla de Mindanao, en Filipinas, debido a una fuga de gasolina. Tras el accidente, los dos se encuentran con un hombre que delira creyendo ser un soldado japonés cuando no hay ninguna guerra. No se puede razonar con el hombre y quiere que la americana muera. Cuando se enfrenta a la muerte, el piloto utiliza su tiempo para salvar a la mujer zoóloga

(Dust No.7)
- Un pintor que es uno de los supervivientes. Cuando su obra no es bien recibida y su vida está estancada, aparecen los Kikimora. A cambio de una piedra, el pintor pide saber si sus cuadros serán apreciados tras su muerte antes de pasar al otro lado. Al echar un vistazo al futuro, el hombre ve que su obra pasa desapercibida. Sin embargo, un joven hereda los cuadros del hombre y éstos le inspiran para convertirse en un artista famoso. Satisfecho, el pintor se va al cielo.

(Dust No.8)
- El Dr. Kurushima, uno de los supervivientes y un destacado investigador en robótica. Tritura la "Piedra de la Vida" y se la da a un robot que asume el papel de su difunta esposa Kaori. El robot adopta las emociones humanas, pero ansía más poder. Finalmente, se vuelve demasiado poderoso y explota, matando al hombre y a su esposa robot en un suicidio de amantes.